# Ca' Foscari
El palacio Foscari (en Idioma véneto Ca’ Foscari) es un edificio gótico italiano situado en Dorsoduro y asomado a la curva más amplia del Gran Canal de Venecia. Construido en 1452 por el dux Francesco Foscari, hoy en día es la sede de la Universidad Ca' Foscari de Venecia.

## Historia

### La Casa de Dos Torres

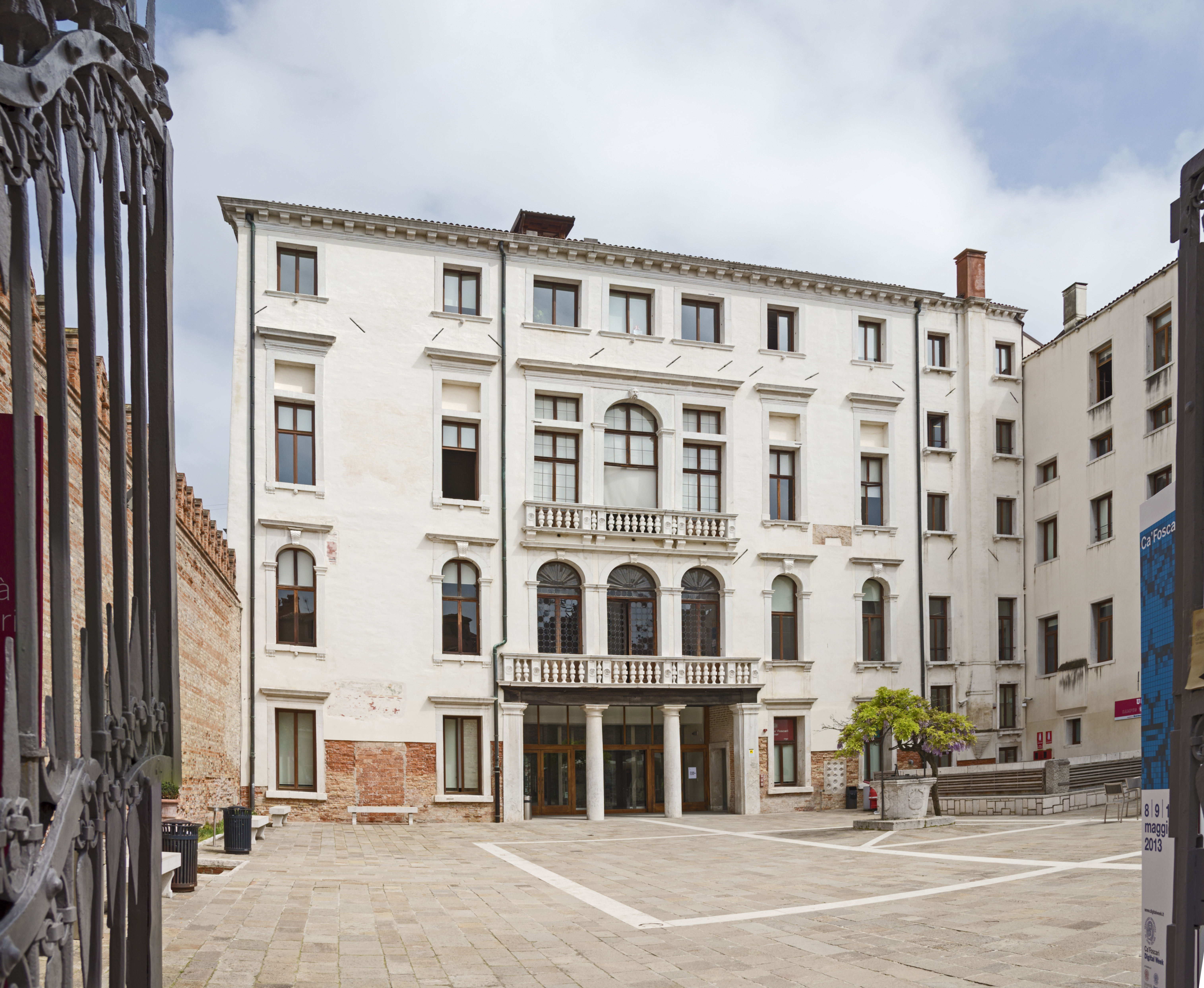
Frente a la "Calle Foscari".

En el lugar que ocupa el palacio hoy conocido como Ca’ Foscari, se ubicaba un edificio bizantino llamado La Casa de Dos Torres que fue vendido por Bernardo Giustinian a la República de Venecia en 1429 y convertido en residencia de reyes y diplomáticos, entre los cuales se contaron Gianfrancesco Gonzaga, subcapitán del ejército de la República, y Francesco Sforza, símbolo de la alianza véneto-florentina. Sin embargo, dado que ambos traicionaron a la República aliándose con los Visconti de Milán (en 1438 y en 1446 respectivamente), el palacio les fue confiscado.

### Ca' Foscari
En 1452 el palacio fue adquirido por el dux Francesco Foscari que decidió establecer allí su domicilio. El edificio fue completamente reconstruido en estilo gótico tardío veneciano por el arquitecto Bartolomeo Bon, autor de la Porta della Carta del Palacio Ducal. Las obras empezaron en 1453 pero el dux no pudo mudarse hasta el año 1457, pocos días antes de morir.
Posteriormente, el palacio fue utilizado por la familia Foscari como residencia de los huéspedes de la Serenísima. En la segunda planta noble del edificio se organizaron fiestas en ocasión de la Regata Histórica o para festejar a los personajes ilustres que visitaban Venecia. Además, gracias a su posición privilegiada, cuya vista sobre el Gran Canal abarca desde el Puente de Rialto hasta la Galería de la Academia de Venecia, la segunda planta fue utilizada por muchos pintores (Giovanni Antonio Canal alias Canaletto, Michele Marieschi y Francesco Guardi entre otros) desde donde estos pintaron sus paisajes o vedutas.

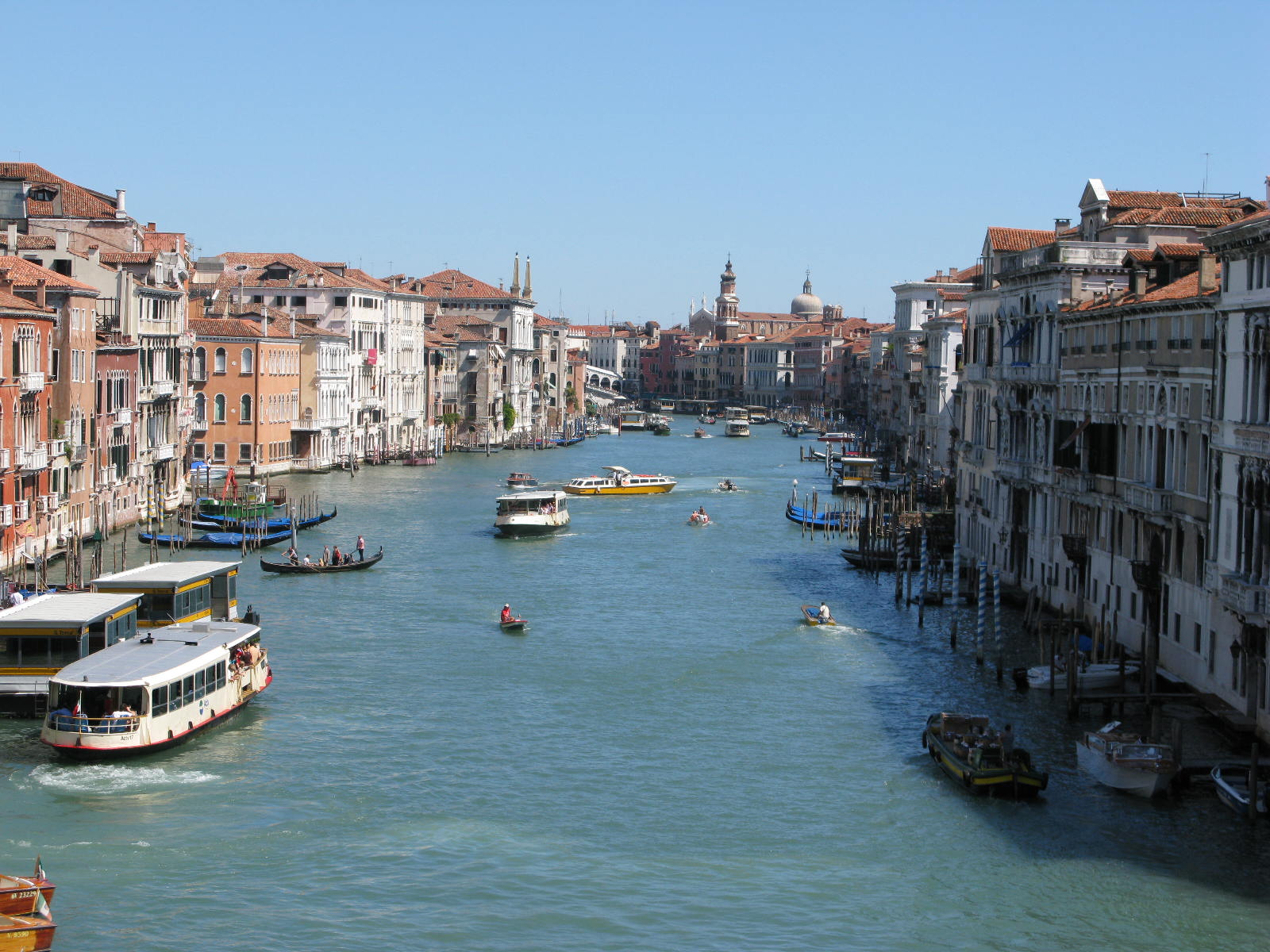
Vista del Gran Canal.

## Arquitectura
La Casa de Dos Torres era una casa fondaco, con alojamiento y almacén, atrasada respecto a la orilla del Gran Canal y con una galería en la puerta del canal.
El nuevo edificio fue construido como domus magna (residencia de la nobleza y palacio de representancia), se extendió hasta el borde del Gran Canal y se sobrealzó con respecto a las demás casas patricias del Gran Canal añadiendo una segunda planta noble. El portego, que a diferencia de los de otros palacios coetáneos tenía forma de “L”, atravesaba el edificio de lado a lado y en todas las plantas conectaba grupos diferentes de habitaciones laterales. Finalmente fueron realizados un portal hacia el canal, en lugar de la galería, y una entrada secundaria hacia la calle.
La fachada de Ca’ Foscari recuerda la Procuratia de San Marcos y el Palacio Ducal. El elemento arquitectónico de mayor importancia es la loggia (balconada) de la segunda planta: las ocho arcadas y el friso decorado con cuadrifolios producen una sensación de expansión de toda la fachada.
Encima del ventanal de la segunda planta hay un friso de piedra con el blasón de la familia Foscari y un yelmo custodiado por un león con las alas desplegadas, el cual fue dañado cuando Napoleón Bonaparte llegó a Venecia a finales del siglo XVIII y restaurado a principios del siglo XX.
Una planta adicional (la tercera) se levanta encima de esta planta noble, inspirada en el ventanal de la tercera planta de Ca' d'Oro. Esta construcción de tres plantas con ventanal produce una expansión no sólo horizontal sino también vertical del edificio.
El patio, que mide 940 metros cuadrados, es el más grande de todos los patios de las casas privadas de Venecia y es el segundo solo por detrás del Palacio Ducal.
El friso del portal, que hoy es la entrada principal de Ca’ Foscari, está hecho de piedra de Istria y presenta unas características típicas del estilo gótico, como las decoraciones ajedrezadas y en forma de cordón. Encima de la puerta hay un arco que presenta el blasón de la familia Foscari y tres querubines, uno en cada lado y el tercero arriba coronando a los otros dos. Dentro del blasón, en un ángulo superior, se encuentra el León de San Marcos que sostiene un libro abierto (eso significa que fue ultimado en tiempo de paz). Cuando, en 1797, un decreto de Napoleón Bonaparte abolió los blasones familiares, el de Ca’ Foscari se ocultó con una capa de cal.

## El Aula Mario Baratto
En la segunda planta está el Aula Mario Baratto, dedicada al profesor de literatura italiana de Ca’ Foscari que murió en 1984.

## Restauraciones de Carlo Scarpa

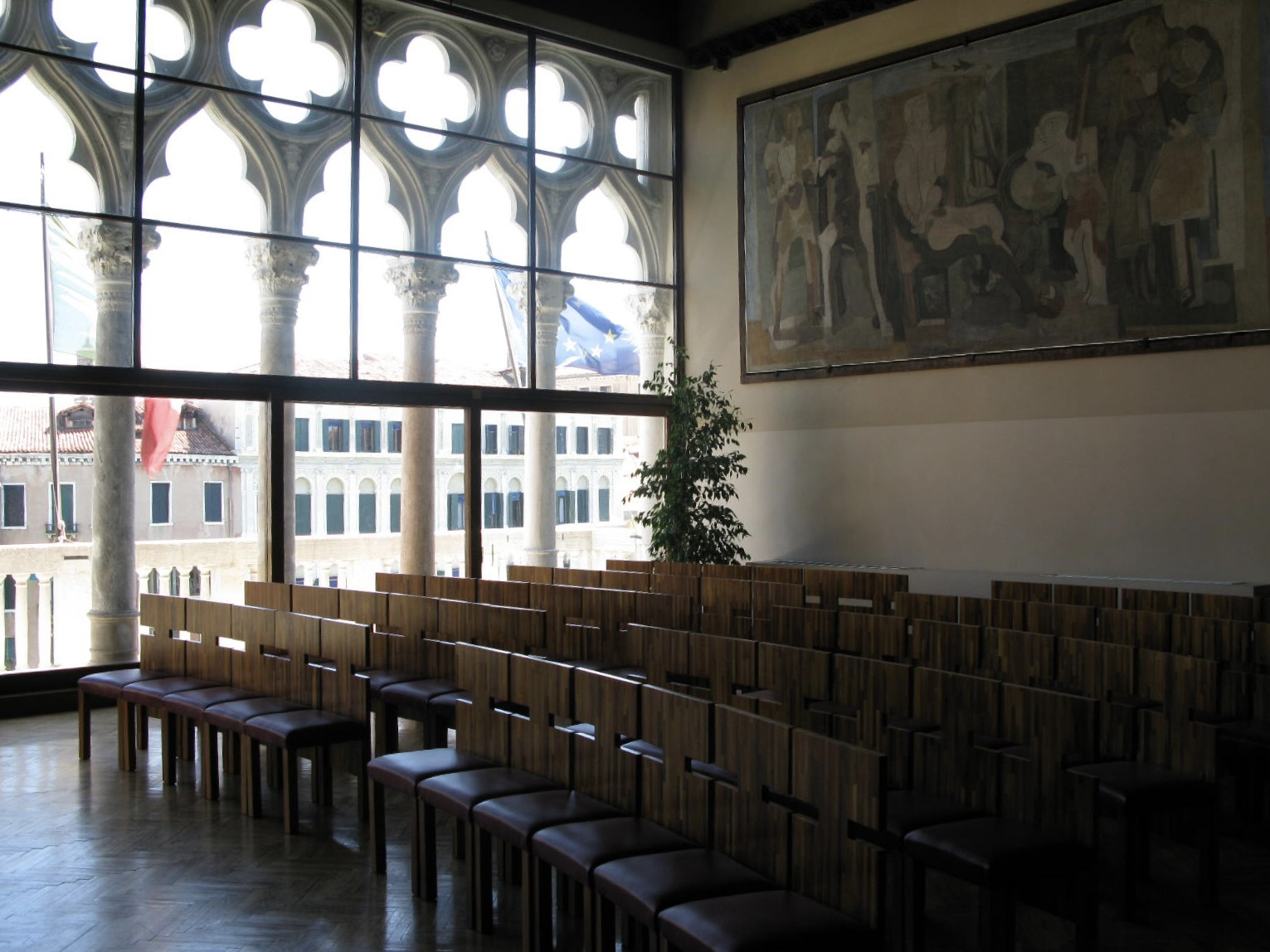
Serramento Scarpa.

El arquitecto veneciano Carlo Scarpa llevó a cabo intervenciones en el aula en 1936 y en 1956 y además la primera vez proyectó la restauración de otros espacios del palacio.

### La primera restauración
En 1936 el rector Agostino Lanzillo llamó a Carlo Scarpa para proyectar la primera Aula Magna de la Universidad y restaurar algunos espacios en el interior del edificio. Las intervenciones de Scarpa afectaron el atrio, la actual sala de reuniones en la primera planta y el Aula Baratto, que antes de la restauración era un museo de comercio. En la primera restauración del Aula Baratto, Carlo Scarpa proyectó:
- El cierre del ventanal gótico con una estructura de cristal y madera
- La galería de los estudiantes
- La tarima de madera encima de la cual se encontraba la cátedra
- El friso de mármol con inscripción latina detrás de la cátedra y los pedestales que sostenían los bustos del rey Vittorio Emanuele III y de Benito Mussolini
- La puerta de mármol con una inscripción latina

### La segunda restauración

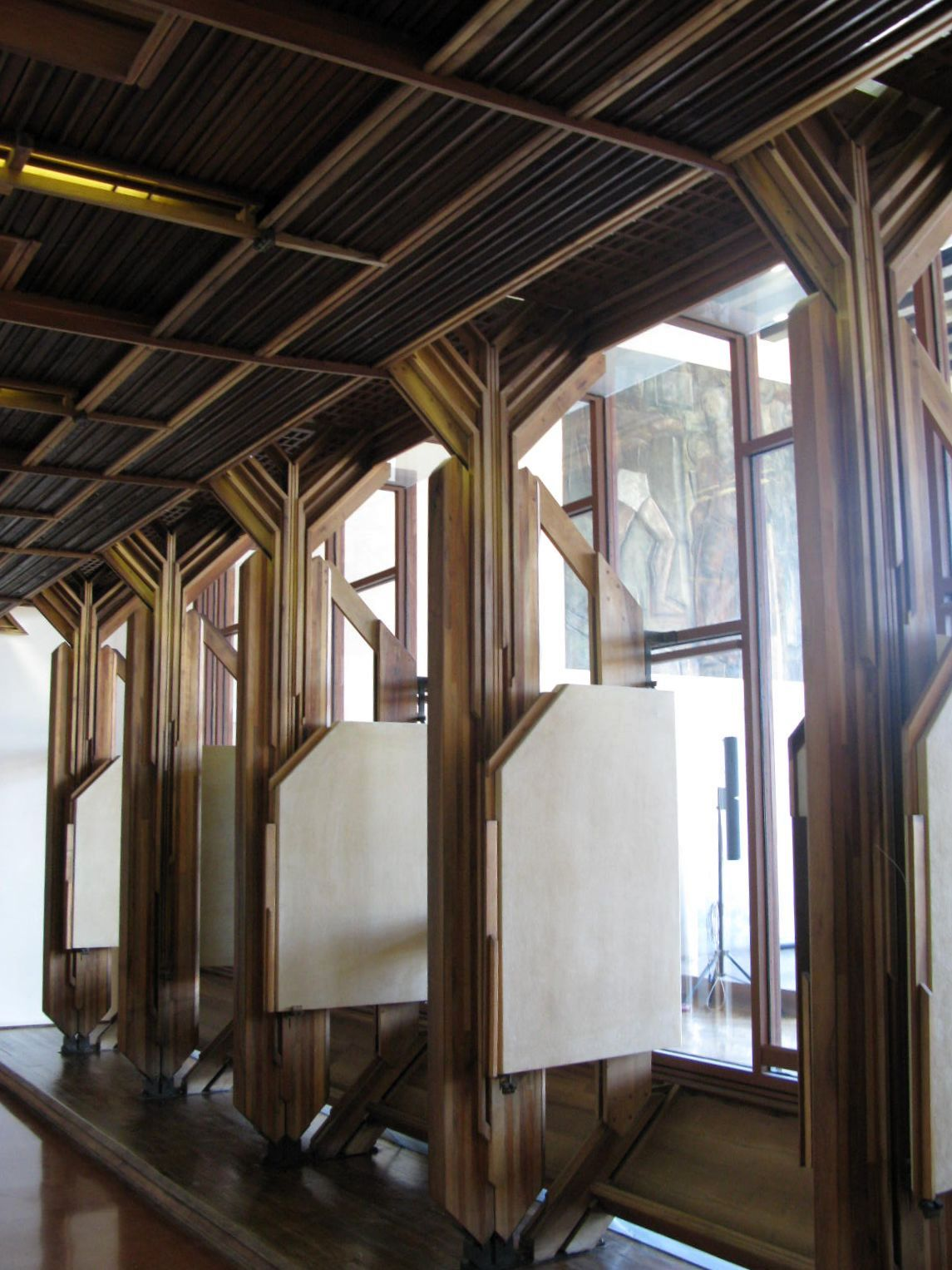
Boiserie.

En 1956 Carlo Scarpa fue llamado otra vez por el rector Italo Siciliano para transformar el Aula Magna en un aula de clase. En esta ocasión, en lugar de la galería de los estudiantes construyó la boiserie, un revestimiento de madera entre la sala y el espacio de atrás, para lo cual usó parte de la madera ya empleada en la actuación anterior.
Los paneles separan la sala del pasillo y cuando están cerrados recuerdan las ojivas del ventanal, cuya imagen se refleja en el cristal de la boiserie con unos efectos de luz extraordinarios.

### Frescos

#### Venezia, l’Italia e gli Studide Mario Sironi
Mario Sironi, que decoró el aula entre 1935 y 1936, era un artista que estaba totalmente de acuerdo con la política fascista y personificaba la voluntad, la fe y el fervor de la juventud italiana de aquella época. Su arte tenía una función educativa, expresada gracias a su estilo formal y a las formas imponentes, modeladas casi en relieve. Esta pintura mural presenta una serie de alegorías como el chico con un mosquetón y un libro – emblema de la juventud fascista – y las dos mujeres de su lado, que representan la Técnica y la Medicina. También se puede ver el León de San Marcos y la Catedral, sugerida por la forma de las cúpulas. La mujer sentada en el centro del fresco representa Venecia y en su mano hay una tabla en la que se puede ver la fachada de Ca’ Foscari. La última figura a la derecha es la alegoría de la madre patria, que celebra la victoria de Italia sobre Etiopía.

#### La scuola de Mario Deluigi
El pintor fue amigo de Scarpa: los dos estudiaron juntos en la Academia de Bellas Artes, colaboraron en experiencias de diseño y urbanismo y Deluigi obtuvo este encargo gracias a Scarpa. La pintura pertenece a la estética cubista, aunque los rasgos tridimensionales sugieren una evolución. El tema es la escuela de los filósofos: en el centro hay un filósofo rodeado por sus estudiantes. Este fue uno de los últimos cuadros figurativos de Deluigi que luego fue conocido como pintor abstracto.

## La última restauración
Entre 2004 y 2006 Ca' Foscari fue objeto de una restauración junto con la contigua Ca' Giustinian, que incluyó la integración funcional de los dos edificios y la modernización de sus estructuras. Durante las obras se descubrieron restos del siglo IX en el patio, y en una de las habitaciones de la segunda planta se hallaron un suelo pintado al fresco del siglo XV techos con adornos dorados del siglo XVI.